# Hohenstein-Ernstthal
Hohenstein-Ernstthal est une ville d'Allemagne, située dans l'arrondissement de Zwickau dans l'État libre de Saxe.

## Histoire
Les villes de Hohenstein et de Ernstthal ont été réunies en 1898, et la ville est maintenant connue avec les deux noms de villes reliés avec un trait d'union, ou plus simplement appelée Hohenstein.
La ville s'est développée au XVe siècle après que des mines d'argent se sont établies à proximité.
Ernstthal a été nommée en l'honneur de August Ernst von Schoenburg.
L'écrivain Karl May est né à Ernstthal. Sa maison natale est devenue un musée.

## Démographie
| de 1998 à 2002 - 1998 – 17.456 - 1999 – 17.467 - 2000 – 17.299 - 2001 – 17.132 - 2002 – 16.897 | de 2003 à 2007 - 2003 – 16.718 - 2004 – 16.629 - 2005 – 16.518 - 2007 – 16.101 - 2008 – 15 962 |

## Sport

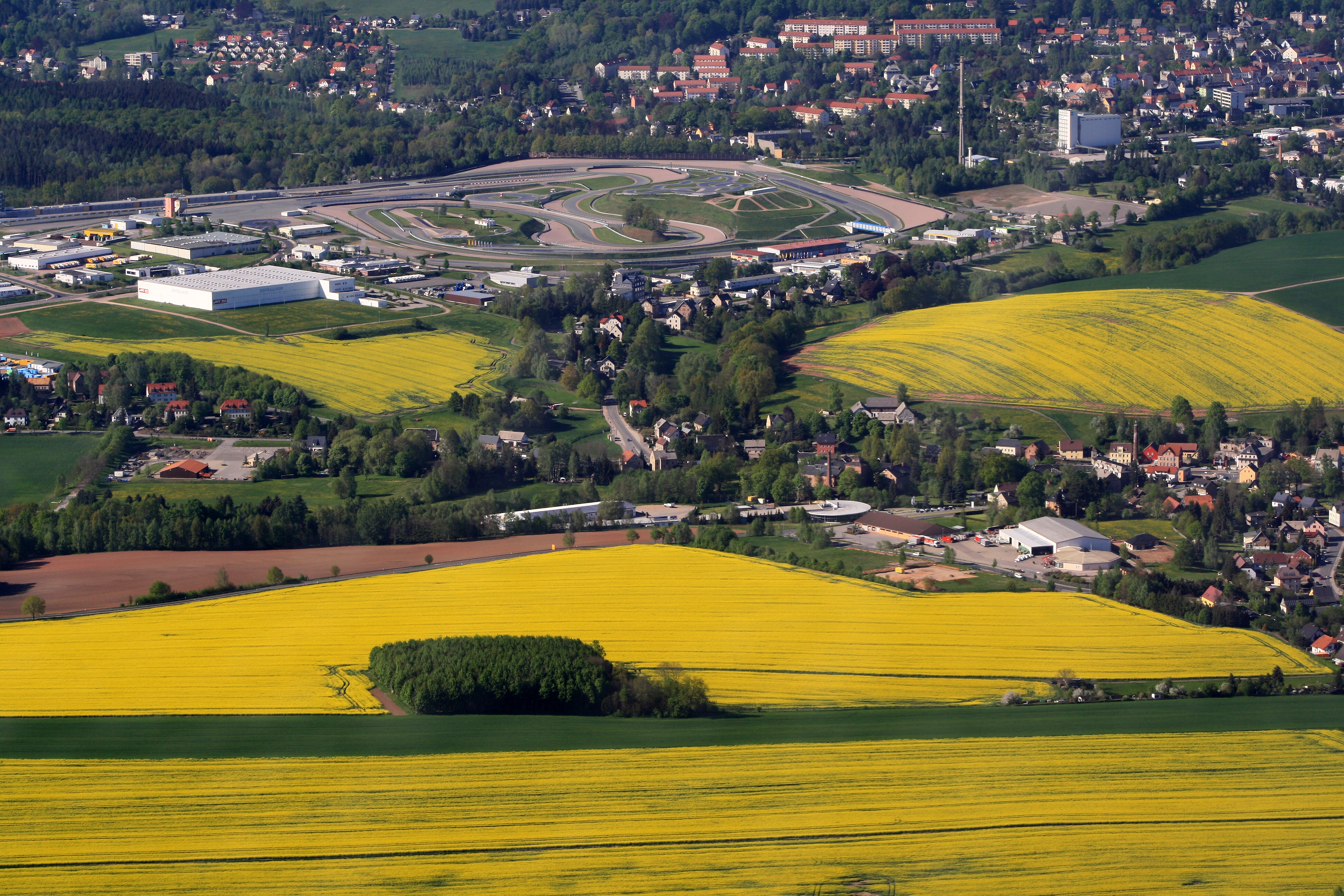
Paysage près de Hohenstein-Ernstthal avec le circuit du Sachsenring

La ville est internationalement renommée pour son circuit, le Sachsenring, long de 3,7 km utilisé lors des Championnats du monde de vitesse moto pendant les épreuves du Grand Prix moto d'Allemagne.

## Jumelages
- Hockenheim (Allemagne) depuis 1990